# Onthophagus insulindicus
Onthophagus insulindicus là một loài bọ cánh cứng trong họ Bọ hung (Scarabaeidae).